# Pat Roach
Francis Patrick Roach (19. maj 1937 – 17. juli 2004) var en engelsk professionel wrestler, stuntman og skuespiller.
Trænet af Alf Kent var hans første officielle brydeskamp mod George Selko i 1960. Roach holdt både de britiske og europæiske mesterskaber på én gang. Han indstillede wrestling-karrieren i 1998, men fortsatte som skuespiller.
Hans første film var i Stanley Kubrick’s A Clockwork Orange fra 1972. Roach medvirkede også i de tre originale Indiana Jones-film, udgivet i henholdsvis 1981, 1984 og 1989. I alle filmene, undtagen Indiana Jones og det sidste korstog, spiller han en håndlanger som Indy skal forsvare sig imod. Roach's andre film inkluderer Titanernes kamp (1981), Never say never again (1983) og Robin Hood – Den Fredløse (1991).
Efter at have haft spiserørskræft døde Pat Roach den 17. juli 2004 i en alder af 67 år.Han efterlod sig sin kone Doreen, en datter og en søn. Roach er begravet i Bromsgrove.